# Die Welt (periódico sionista)

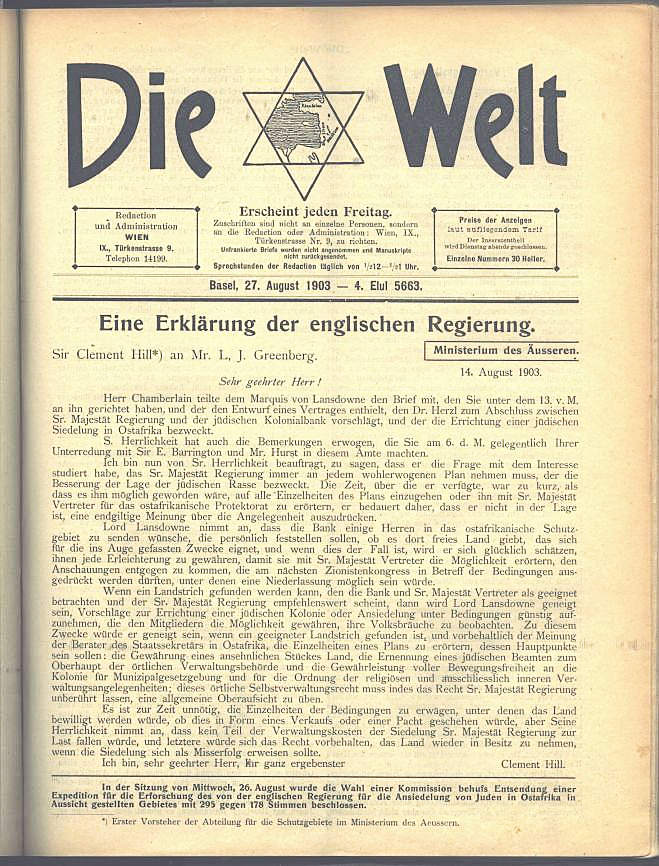
„Die Welt“, 27 de agosto de 1903

El periódico Die Welt ("el mundo" en alemán) fue fundado por Theodor Herzl en mayo de 1897 en Viena. Estuvo en actividad entre los años 1897 a 1914 para el órgano central de la movimiento sionista. 
Editado por Paul Naschauer (de jure), Berthold Feiwel, A. H. Reich, Leopold Kahn, Julius Uprimay, Siegmund Werner, Nahum Sokolov, Isidor Schalit, Erwin Rosenberg, León Kellner, Isidor Marmorek, Jacob Klatzkin y Martin Buber. Fueron sus redactores: Saul Raphael Landau, Siegmund Werner, Erwin Rosenberg, Berthold Feiwel, A. H. Reich, Julius Uprimay, A. Coralnik, Julius Berger, Moritz Zobel y otros. En la administración: Moritz Kollinsky y el responsable de la distribución fue Isidor Knopf. 
"Die Welt" se publicó semanalmente entre 1897 a 1914 en su propia editorial (Viena/Colonia/Berlín). La tirada fue muy variable, editando por lo menos 3.000 ejemplares, y como máximo 10 000 ejemplares. El diario funcionó desde 1903 como órgano central de la Organización Sionista. Informaba sobre los acontecimientos de actualidad, el judaísmo y el sionismo en general, así como también sobre el antisemitismo o el asimilacionismo. 
También hubo una versión de "Die Welt" en hebreo ("HaOlam") y una otra edición de corta vida en yídish (sólo en 1900, apareció semanalmente en Viena), donde se realizaban traducciones de literatura de esos idiomas. 
"Die Welt" y sus páginas están totalmente en forma digital en el Archivo en internet de periódicos judíos.